# Hierocrypt-L1
Hierocrypt-L1 — симметричный блочный криптоалгоритм, созданный компанией Toshiba в 2000 году (авторы — Кэндзи Окума, Фумихико Сано, Хирофуми Муратани, Масахико Мотояма и Синъити Кавамура). Шифр был участником конкурса NESSIE, но не попал в число рекомендованных. Алгоритм был одним из рекомендованных CRYPTREC в 2003 году для применения в государственных учреждениях Японии, однако в 2013 году был перемещён в список "кандидатов" в рекомендованные шифры.
Шифр Hierocrypt-L1 является предшественником алгоритма Hierocrypt-3, имеет «устаревший» размер блока 64 бит и длину ключа 128 бит. Число раундов у Hierocrypt-L1 — 6.5.
Алгоритм имеет структуру подстановочно-перестановочной сети. Каждый раунд представляет собой параллельное применение трансформации, называемой XS-BOX, за которой следует линейная операция диффузии. Финальный полуранд заменяет диффузию простым забеливанием (наложением ключевого материала). XS-BOX, используемая обоими алгоритмами — это подстановочно-перестановочная сеть, которая состоит из операции сложения по модулю 2 с подключом, запросу к таблице подстановки (S-BOX), линейной диффузии, вторичного сложения с подключом и вторичного запроса к таблице подстановки. Операция диффузии использует две MDS матрицы, здесь применена простая таблица замены размером 8x8 бит. Ключевое расписание применяет двоичные расширения квадратного корня некоторых небольших целых чисел — констант, выбранных авторами.
Структура шифра почти идентична таковой в более новой редакции, однако, по причине меньшего в два раза размера блока является своего рода его облегченной версией.
Процедура расширения ключа довольно сложна сравнительно с большинством других алгоритмов. Выполняется два этапа: генерация промежуточных ключей на основе секретного ключа и генерация расширенного ключа на основе промежуточных ключей.

## Безопасность
Нет информации о каком-либо анализе полной редакции шифра, но некоторые уязвимости были найдены в ключевом расписании Hierocrypt, линейные зависимости между главным ключом и подключами. Также есть информация о успешном интегральном криптоанализе упрощенных редакций Hierocrypt c небольшим числом раундов. Атаки, более эффективные чем полный перебор, были найдены для 3.5 раундов шифра.